# Carl Friedrich Wilhelm Leonhardt
Carl Friedrich Wilhelm Leonhardt (* 24. August 1881 in Frankfurt am Main; † 15. Mai 1918 an der Westfront) war ein deutscher Architekt.

## Leben
Leonhardt wurde als Sohn eines Frankfurter Kaufmanns geboren und studierte Architektur an der Technischen Hochschule Karlsruhe, unter anderen bei Carl Schäfer und Friedrich Ratzel. Er war spätestens ab 1905 selbständig tätig in Frankfurt am Main.

## Bauten und Entwürfe in Frankfurt am Main
- 1904: Mietshaus Wolfsgangstraße 83
- 1904: Mietshaus Wolfsgangstraße 85
- 1904: Mietshaus Wolfsgangstraße 87
- 1904: Mietshaus Wolfsgangstraße 89
- 1905: Villa Westend.
- Wettbewerbsentwurf 1909, Ausführung 1912–1913: Lukaskirche.
- 1909–1910: Einzelwohnhaus Fräulein Emma Rogg[1]
- 1910: Verwaltungsgebäude der Voigt & Haeffner AG (unter Denkmalschutz).
- 1919: Sieger im Wettbewerb zur Gestaltung des Molenkopfs des Frankfurter Osthafens in Frankfurt am Main.[2] Nicht ausgeführt.
- Wettbewerbsentwurf 1911, begonnen 1915: Neubau der Alten Brücke (Bauausführung wegen des Weltkriegs eingestellt).
- Entwurf für die Friedenskirche (wegen des Weltkriegs nicht ausgeführt).

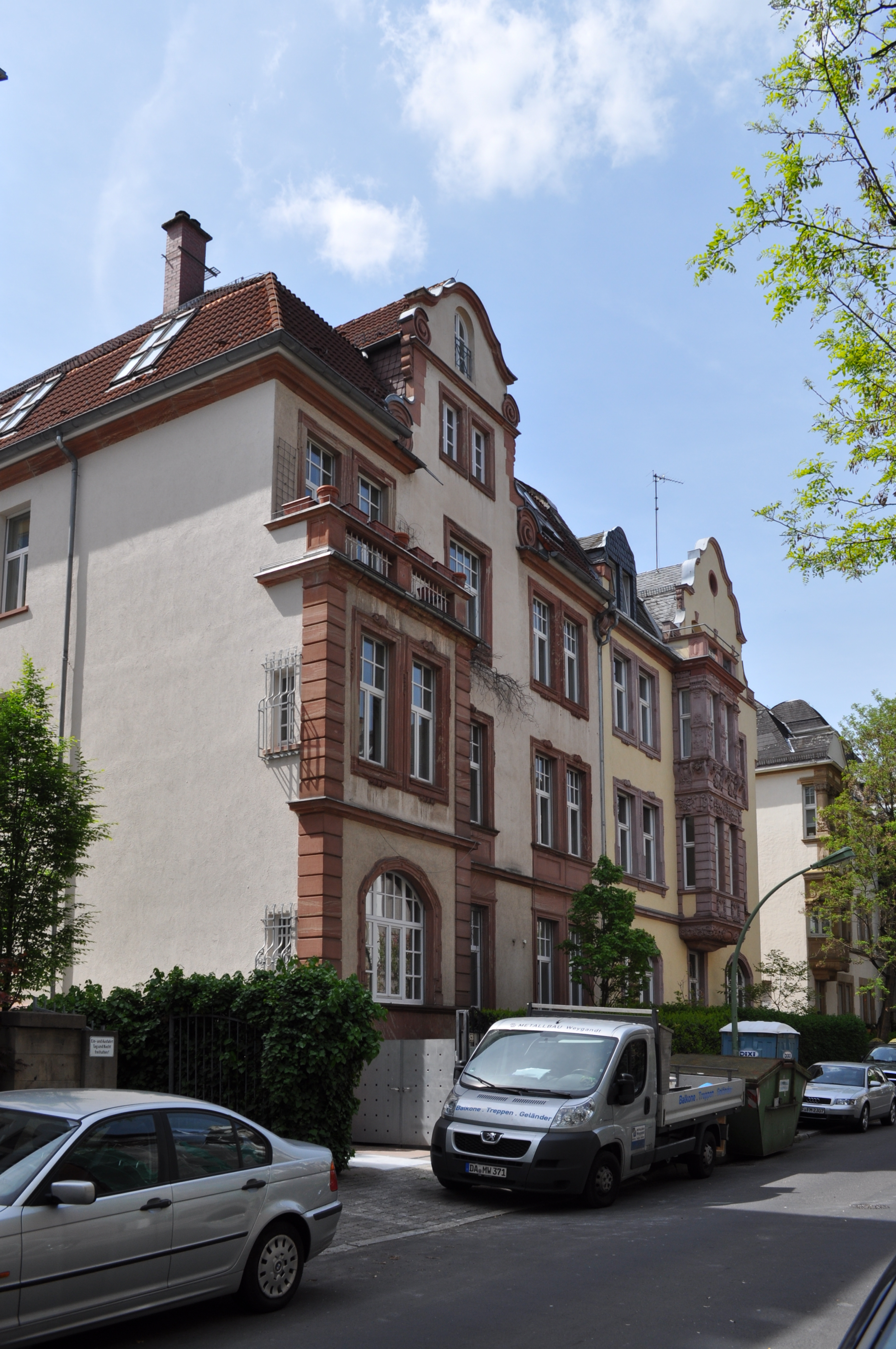
1904, Frankfurt, Wolfsgangstraße 83
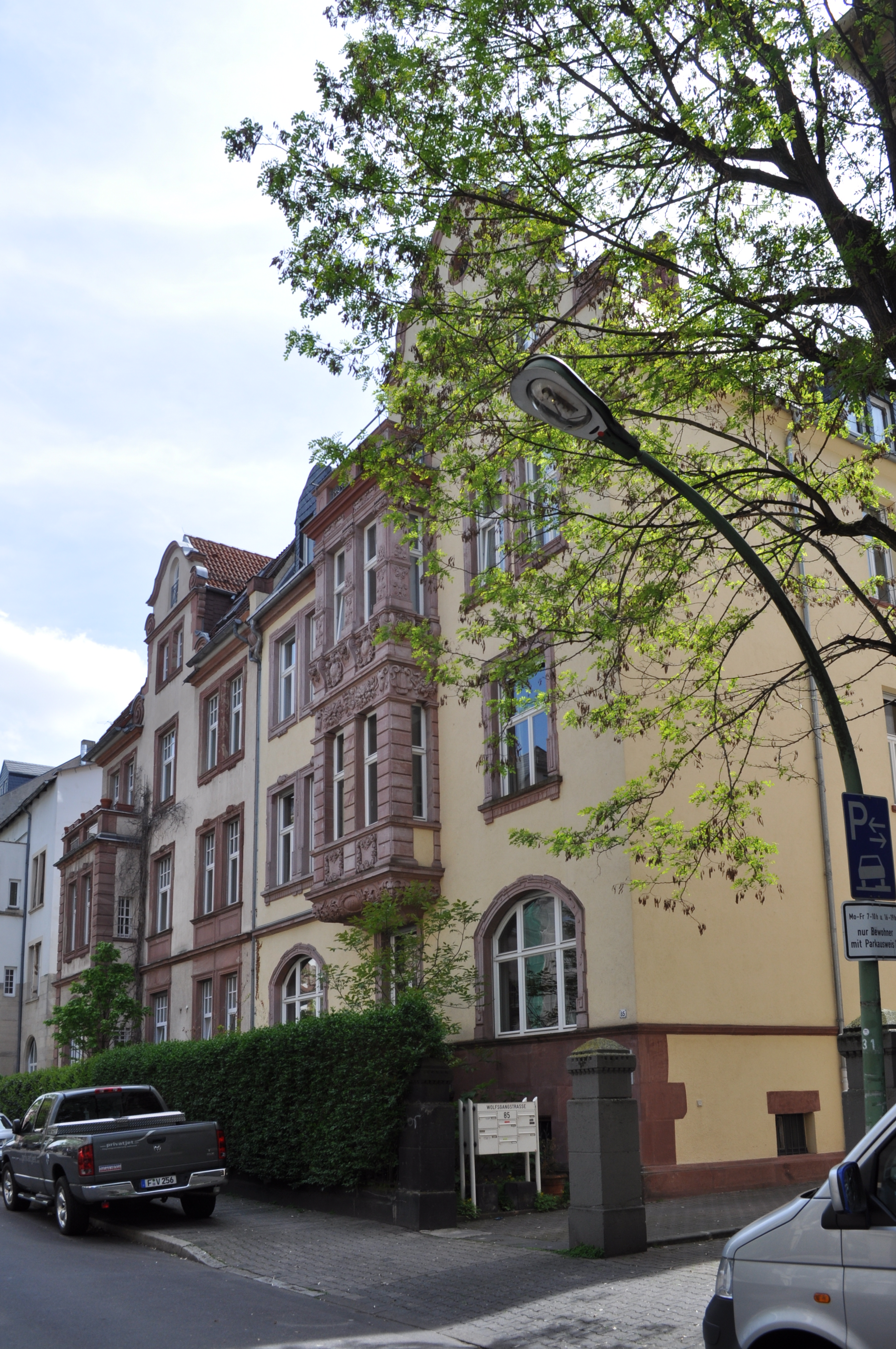
1904, Frankfurt, Wolfsgangstraße 85
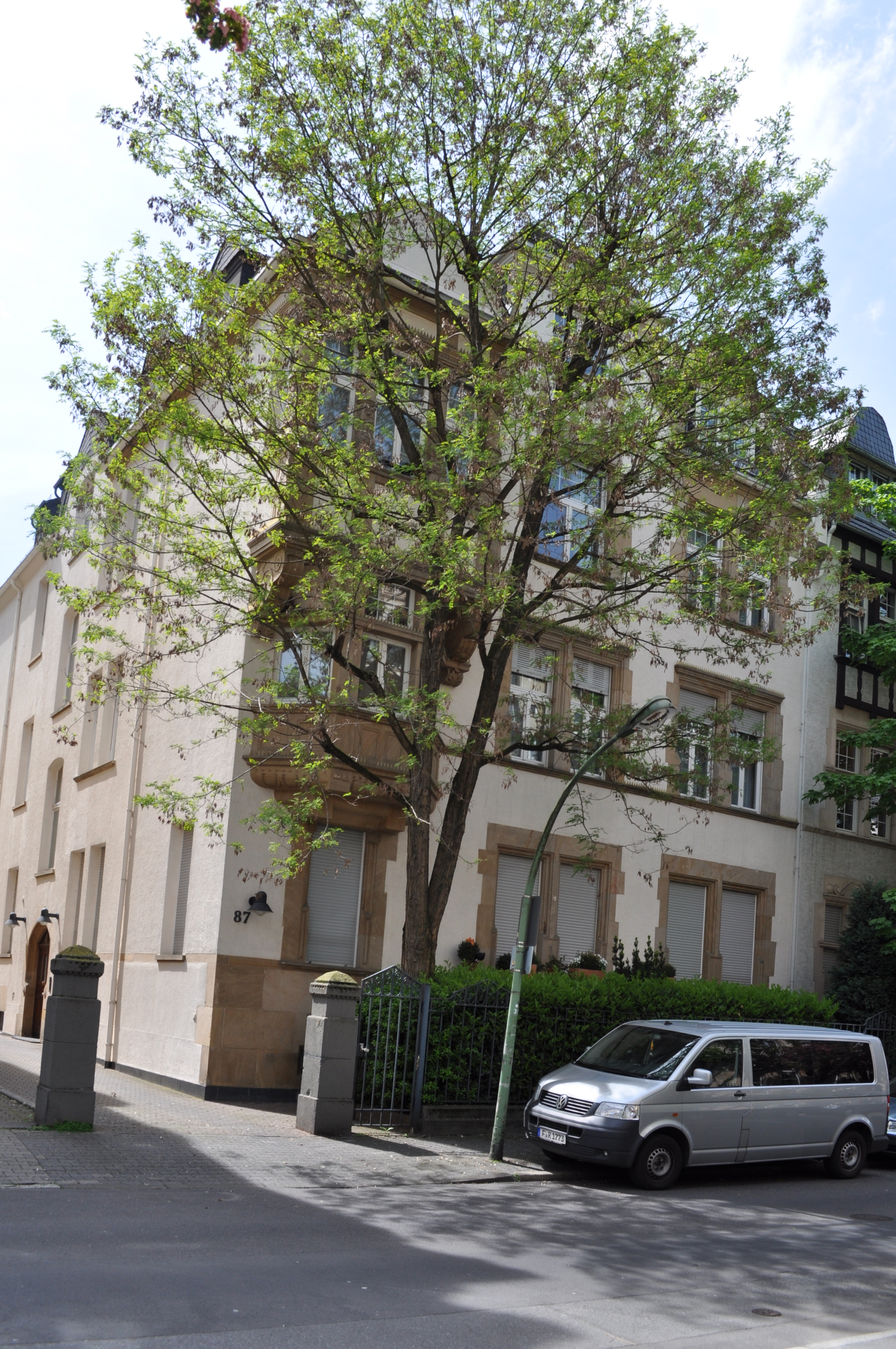
1904, Frankfurt, Wolfsgangstraße 87
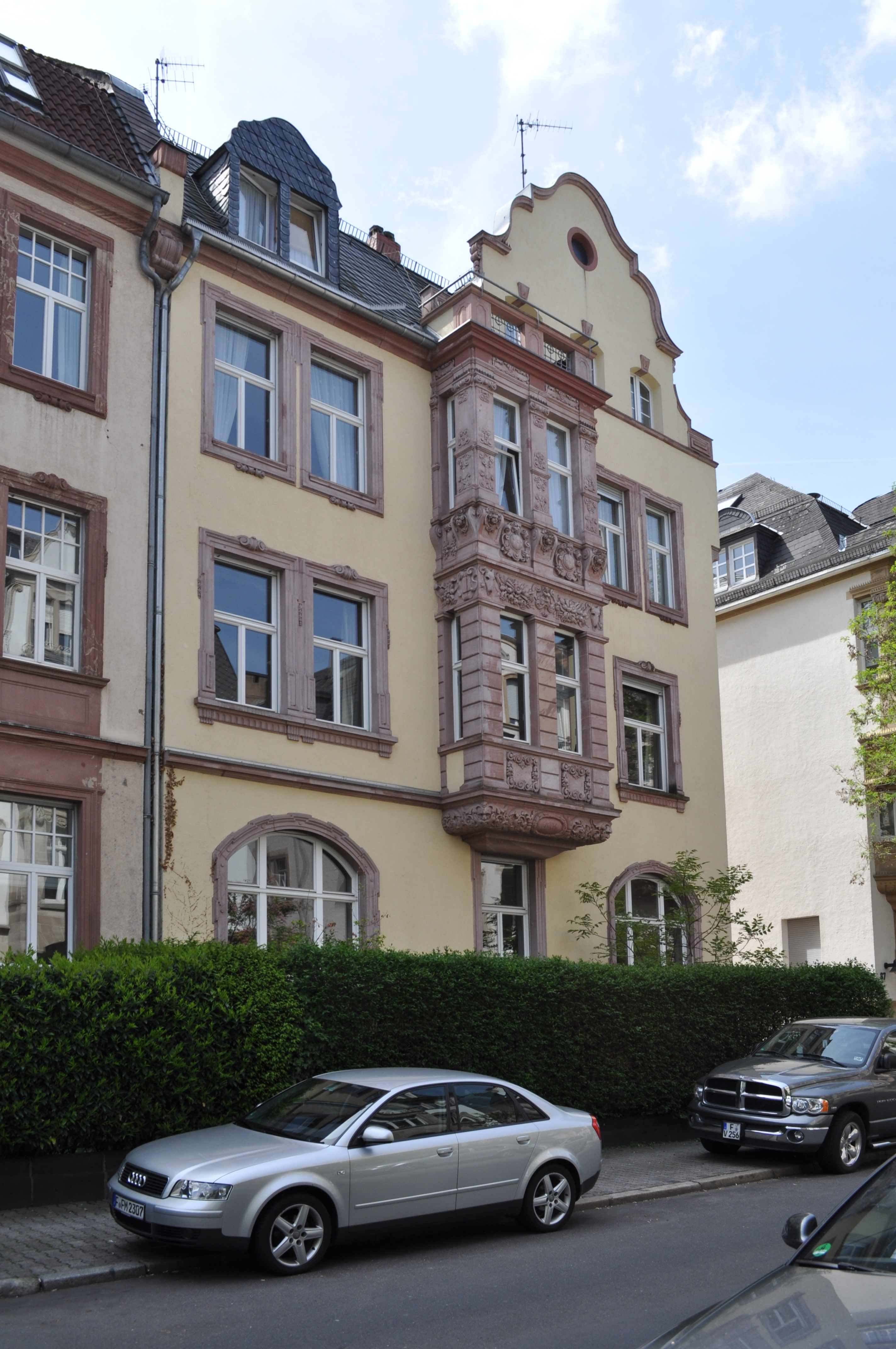
1904, Frankfurt, Wolfsgangstraße 89
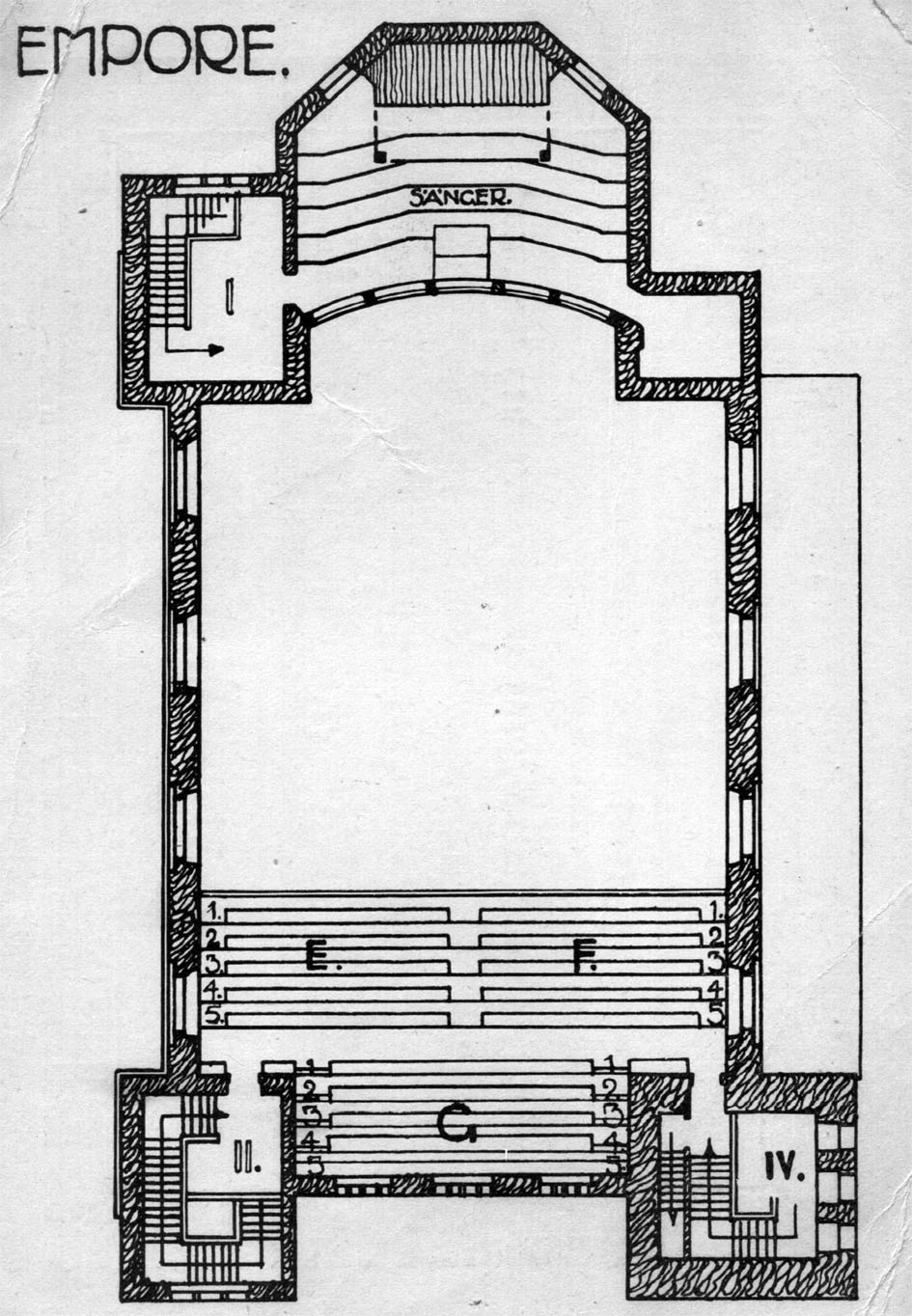
1912, Frankfurt, Grund riss der Lukaskirche